# Semiothisa agrammata
Semiothisa agrammata är en fjärilsart som beskrevs av Achille Guenée 1858. Semiothisa agrammata ingår i släktet Semiothisa och familjen mätare. Inga underarter finns listade i Catalogue of Life.